# Operazione Linebacker
L'interdizione aerea (AI) è l'uso di aerei per attaccare obiettivi tattici terrestri che non sono vicinissimi alle forze amiche al suolo. Differisce dal supporto aereo ravvicinato in quanto non appoggia direttamente le operazioni terrestri e non si coordina direttamente con le unità terrestri. Al contrario del bombardamento strategico, l'interdizione aerea non è concepita come campagna militare indipendente; il suo scopo essenziale è di consentire ancora operazioni terrestri (delle forze amiche) piuttosto che sconfiggere il nemico con la sola potenza aerea.

Scopo dell'AI è ritardare, ostacolare o distruggere le forze ostili o le loro linee logistiche in movimento verso la zona di operazioni prima che esse possano nuocere alle forze amiche.
Operazione Linebacker fu il nome di una campagna d'interdizione aerea e supporto aereo ravvicinato della Seventh Air Force (USAF) e della Task Force 77 (U.S. Navy) condotta contro il Vietnam del Nord dal 9 maggio al 23 ottobre 1972, durante la Guerra del Vietnam.
Il suo scopo era di arrestare o rallentare il trasporto di rifornimenti, soldati e materiali per l'offensiva Nguyen Hue (in occidente nota come offensiva di Pasqua), un'invasione del Vietnam del Sud da parte delle forze regolari dell'Esercito Popolare Vietnamita, che era stata lanciata il 30 marzo. Linebacker fu la prima azione di bombardamento continuativo contro il Vietnam del Nord da quando, nel novembre 1968, il presidente Lyndon B. Johnson aveva ordinato la cessazione dei bombardamenti.
L'operazione, condotta senza le rigide limitazioni tattiche imposte dai dirigenti politici statunitensi nelle precedenti offensive aeree in Vietnam, fu sferrata dal presidente Richard Nixon con il rinforzo di numerosi aerei trasferiti dagli Stati Uniti, tra cui un gran numero di bombardieri strategici Boeing B-52 Stratofortress che ebbero un ruolo decisivo soprattutto annientando le concentrazioni di truppe nordvietnamite a An Loc e Kontum. L'operazione Linebacker contribuì in modo determinante a supportare l'esercito del Vietnam del Sud e impedire un immediato crollo del regime filo-americano.

## Offensiva di Pasqua
A mezzogiorno del 30 marzo 1972, 30 000 soldati nordvietnamiti (PAVN), appoggiati da reggimenti di carri armati e artiglieria, si spostarono a sud attraverso la Zona demilitarizzata (DMZ) che separa i due Vietnam. Questa forza equivalente a tre divisioni colse di sorpresa l'Esercito della Repubblica del Vietnam (ARVN) ed i suoi alleati americani. La forza nordvietnamita colpì le posizioni difensive della Terza divisione sudvietnamita e la gettò nello scompiglio. Le forze sudvietnamite ripiegarono, e tra gli avversari iniziò la corsa verso i ponti di Dong Ha e Cam Low.
Dal 4 aprile, i comandanti dell'esercito sudvietnamita avevano messo assieme una linea difensiva che in un primo momento arrestò l'esercito nordvietnamita, ma fu solo un sollievo temporaneo. Sebbene l'attacco convenzionale dei nordvietnamiti, che comprendeva il diffuso impiego di mezzi corazzati ed artiglieria pesante, attirasse l'attenzione degli alleati sulle province settentrionali, era solo la prima di tre operazioni simili lanciate quella primavera. Il 5 aprile, una formazione di 20 000 combattenti PAVN, organizzata in un contingente pari a tre divisioni con apporti di varie forze armate, attraversò la frontiera dai suoi rifugi in Cambogia per attaccare la provincia di Binh Long, a nord di Saigon. I sudvietnamiti presero rapidamente la città di Loc Ninh e poi circondarono la città di An Loc, tagliando la strada verso la capitale. Il 12 aprile l'esercito popolare del Vietnam del Nord attaccò di nuovo, questa volta muovendo dal Laos orientale e conquistando una serie di avamposti di confine attorno a Dak To nella provincia di Kontum (Altopiani centrali). I nordvietnamiti poi procedettero ad est verso il capoluogo della provincia di Kontum. Hanoi aveva iniziato l'offensiva in modo da farla coincidere con il monsone invernale, le cui continue piogge e nubi a bassa quota ostacolarono il supporto aereo ravvicinato.

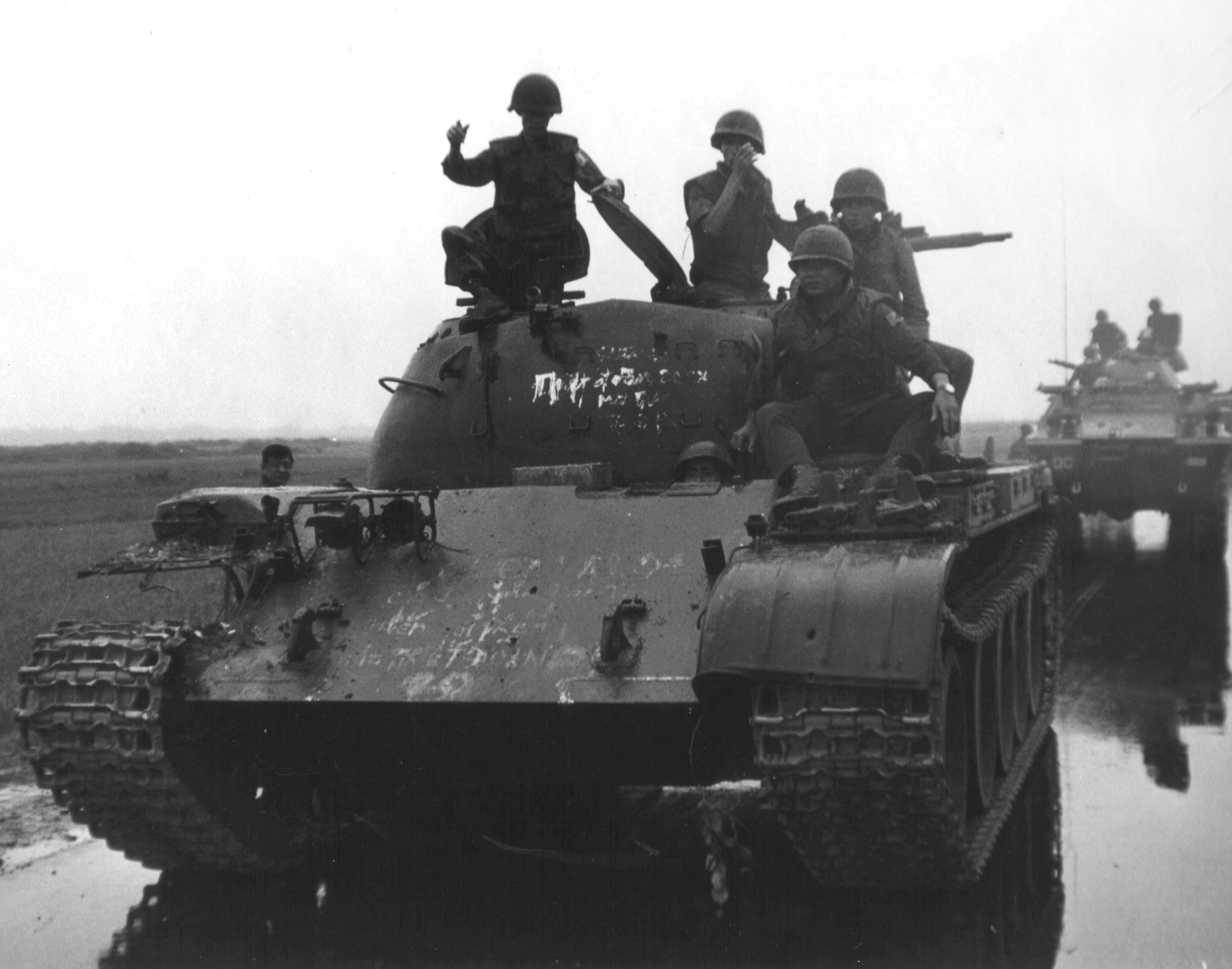
Un carro T-59 nordvietnamita catturato dal 20^{mo} Reggimento carri ARVN a sud di Dong Ha.

La reazione statunitense iniziale all'offensiva fu incerta e confusa. Il Pentagono, incongruamente, non era stato messo in allarme; inoltre, l'ambasciatore americano ed il comandante delle forze statunitensi, generale Creighton Abrams, si trovavano fuori dal paese. Il primo orientamento del presidente Richard Nixon fu di sferrare tre giorni di attacchi dei bombardieri B-52 Stratofortress su Hanoi e sulla città portuale di Haiphong. Il suo Consigliere per la sicurezza nazionale Henry Kissinger lo convinse a rivedere tale determinazione, visto che essa poteva mettere a repentaglio la formalizzazione (in corso proprio in quel periodo) con i sovietici degli Accordi SALT. Un altro impedimento al piano di Nixon era dato dal fatto che Abrams desiderava utilizzare i bombardieri disponibili (con la loro capacità di impiego in ogni condizione meteorologica) per sostenere la difesa approntata dall'esercito sudvietnamita
Tanto Nixon quanto Kissinger considerarono scarso d'immaginazione e di aggressività un piano proposto dallo stato maggiore congiunto. Il 4 aprile fu autorizzato il bombardamento del Vietnam del Nord (che era stato limitato a raid di rappresaglia appena sopra la zona smilitarizzata) fino al 18º parallelo. Per scongiurare un collasso totale dell'esercito sudvietnamita e salvaguardare il prestigio americano durante l'imminente incontro con il premier sovietico Leonid Il'ič Brežnev, Nixon decise di rischiare una grande fiammata di scontri.
A causa del continuo ritiro di forze americane e dell'incipiente politica di vietnamizzazione del conflitto, al momento dell'invasione restavano meno di 10 000 soldati USA nel Vietnam del Sud, per la maggior parte destinati a rimpatriare nei sei mesi successivi.
Il numero di velivoli da combattimento di stanza in Asia sudorientale era meno della metà del massimo storico registrato nel 1968–1969. All'inizio del 1972, l'USAF aveva solo tre squadriglie di F-4 ed una sola di A-37, per un totale di 76 aerei di stanza in Vietnam del Sud. Altri 114 cacciabombardieri erano alloggiati in basi della Thailandia. 83 bombardieri B-52 si trovavano presso U-Tapao RTAFB (Thailandia) e presso la Andersen Air Force Base (Guam). La Task Force 77 (U.S. Navy), stazionata nel golfo del Tonchino, aveva quattro portaerei assegnate, ma solo due effettivamente disponibili ogni qual volta si dovessero condurre operazioni. La forza aerea assommava circa 140 apparecchi.

## Rinforzi ed attacchi aerei
Gli aerei americani e dell'Aeronautica militare del Vietnam del Sud (VNAF) avevano sostenuto la difesa terrestre (tempo permettendo) fin dall'inizio dell'offensiva. Questi attacchi a sostegno delle forze ARVN erano compiuti anche dagli stormi imbarcati sulle portaerei Coral Sea e Hancock. L'incessante maltempo, comunque, limitò la capacità degli aerei americani di contribuire ad arginare il furioso assalto nordvietnamita. Dall'8 aprile, in ogni base navale o aerea dispersa sul globo, le forze americane furono messe in allerta ed iniziarono a muoversi verso l'Asia navi e squadriglie aerei.
Gli Stati Uniti iniziarono immediatamente un rapido incremento di potenza aerea. L'Air Force schierò 176 F-4 Phantom e 12 F-105 da basi nella Repubblica di Corea e negli Stati Uniti alla Thailandia tra il 1º aprile e l'11 maggio nell'operazione Constant Guard. Tra il 4 aprile ed il 23 maggio, durante l'operazione Bullet Shot, lo Strategic Air Command (SAC) distaccò 124 B-52 dagli USA a Guam portando la forza totale di B-52 disponibili per le operazioni a 209. La marina (USA) ridusse il periodo di ormeggio in porto per le portaerei Kitty Hawk e Constellation ordinando inoltre a Midway e Saratoga di aggiungersi alla flotta in modo che quattro o più stormi imbarcati potessero svolgere missioni simultaneamente. Le risorse della VII flotta USA crebbero quindi da 84 a 138 navi.
Gli attacchi aerei americani a nord del 20º parallelo contro il Vietnam del Nord furono autorizzati il 5 aprile con il nome in codice Freedom Train ("Treno della libertà"). La prima incursione di B-52 su larga scala contro il nord fu condotta il 10 aprile quando 12 B-52, appoggiati da 53 aerei da attacco, colpirono depositi di petrolio attorno a Vinh. Dal 12 aprile, il presidente Nixon aveva informato Kissinger di aver deciso una campagna più vasta di bombardamento che avrebbe compreso attacchi contro Hanoi ed Haiphong.

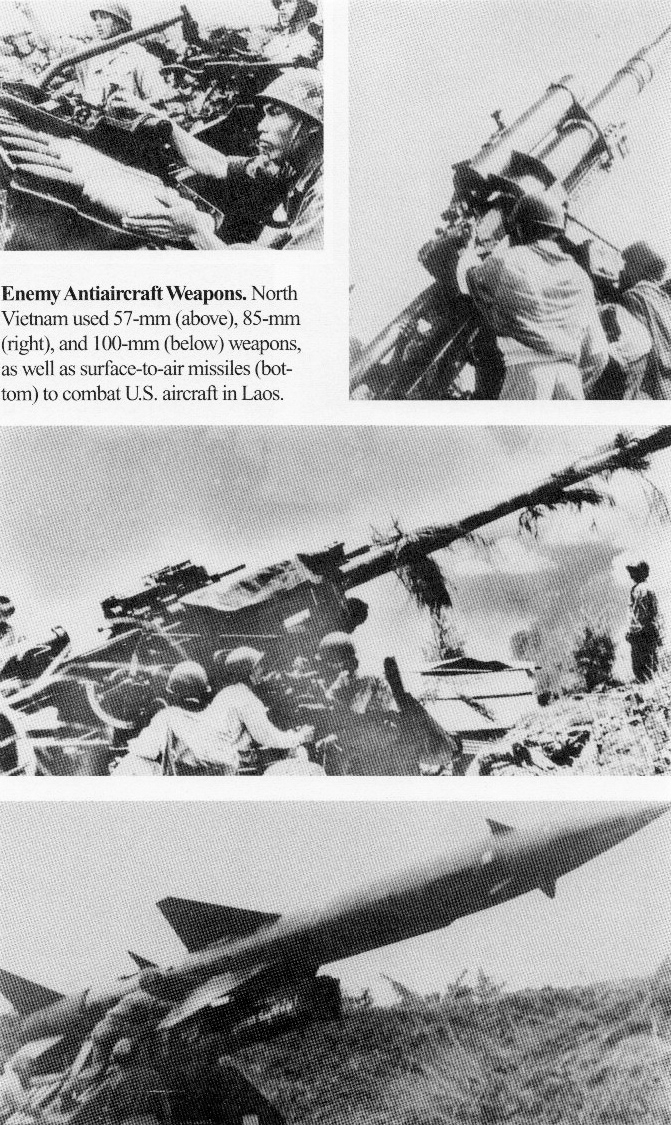
Batterie antiaeree nordvietnamite.

Il giorno dopo 18 B-52 colpirono l'aeroporto Bai Thuong di Thanh Hoa. Quattro giorni dopo vi fu un altro attacco, ancora compiuto da 18 bombardieri prima dell'alba e contro una fabbrica di serbatoi di petrolio fuori Haiphong. Furono seguiti da più di 100 aerei tattici che attaccavano obiettivi intorno ad Hanoi ed Haiphong in pieno giorno. Tra il 6 ed il 15, gli aerei americani inoltre colpirono e distrussero i ponti Paul Doumer e Thanh Hóa nonché la stazione di smistamento ferroviario Yen Vien. Questa azione segnò l'introduzione delle bombe a guida laser contro obiettivi strategici nel Vietnam del Nord. Entrambi i ponti erano stati precedentemente attaccati senza successo con bombe convenzionali e perfino con missili. I B-52 furono quindi ritirati dalle operazioni nel nord, e quando ritornarono in giugno, le loro missioni sarebbero state circoscritte alla striscia di terra meridionale.
Da metà mese, quasi tutti i nordvietnamiti erano stati spazzati via dai raid dei bombardieri per la prima volta in tre anni. Comandanti e piloti di aviazione e marina erano confortati dal fatto che Nixon (a differenza del presidente Johnson) demandasse la pianificazione operativa ai comandanti locali ed attenuasse le restrizioni sugli obiettivi che avevano intralciato l'Operazione Rolling Thunder. Tra il 1º maggio ed il 30 giugno, B-52, cacciabombardieri e cannoniere volanti avevano eseguito 18 000 sortite contro formidabili difese AAA subendo la perdita di 29 apparecchi.
Gli Stati Uniti iniziarono allora anche ciò che gli storici nordvietnamiti hanno descritto come “uso di schemi politici e diplomatici ambigui … per tagliare l'importo dei sussidi che ci venivano erogati dalle nazioni socialiste." Il 20 aprile Kissinger si incontrò segretamente con Brezhnev a Mosca. Non desiderando mettere a repentaglio la sempre maggior normalizzazione delle relazioni con l'occidente e diffidando dello sviluppo di relazioni tra Washington e Pechino, Brezhnev accettò di far pressione su Hanoi perché terminasse l'offensiva e negoziasse seriamente.
Brezhnev poi fece in modo che avvenisse un altro incontro segreto tra Kissinger ed il negoziatore capo di Hanoi Lê Đức Thọ, da tenersi il 2 maggio a Parigi. Il giorno stabilito, i due s'incontrarono per una sessione che Kissinger poi descrisse come "brutale e offensiva." I nordvietnamiti, presentendo la vittoria, non erano in vena di far concessioni. In conseguenza di questo incontro e della caduta della città di Quang Tri, Nixon si preparò ad alzare la posta, dichiarando che "i bastardi non sono mai stati bombardati come lo saranno la prossima volta."

## OperazionePocket Money
Il 27 aprile le difese ARVN nella provincia di Quang Tri iniziarono a collassare. A causa di ordini contraddittorii dal loro comando supremo, le unità sudvietnamite si unirono ad un esodo di rifugiati diretti a sud, abbandonando così la città di Quang Tri. Le forze PAVN entrarono in città lo stesso giorno dell'incontro tra Kissinger e Le Duc Tho. L'offensiva PAVN era diventata un'operazione militare convenzionale condotta su tre fronti simultaneamente, sostenuta dall'equivalente di 15 divisioni e 600 carri armati. Poiché i nordvietnamiti continuavano a guadagnare terreno in tre su quattro delle regioni militari sudvietnamite, il Joint Chiefs of Staff aggiornò i propri piani di emergenza (tracciati prima del blocco ai bombardamenti del 1968) riconsiderando l'azione di bombardamento del nord ed anzi raccomandandola al presidente, che la approvò l'8 maggio.
Poco dopo il suo insediamento, Nixon aveva ordinato la preparazione di un piano di emergenza, tale da portare auspicabilmente a conclusione la guerra del Vietnam. L'Operazione Duck Hook contemplava un'invasione dello stesso nord ed anche la proposta di minare i suoi porti principali. Il piano era stato a suo tempo accantonato perché troppo estremo, ma non dimenticato. Già dal 1965 la marina aveva rivisto i propri piani di emergenza in vista della descritta posa di mine. Il 5 maggio il presidente ordinò al Joint Chiefs of Staff di prepararsi ad eseguire entro tre giorni, con il nome in codice Pocket Money ("Paghetta"), la parte del piano Duck Hook che prevedeva la posa di mine per via aerea.

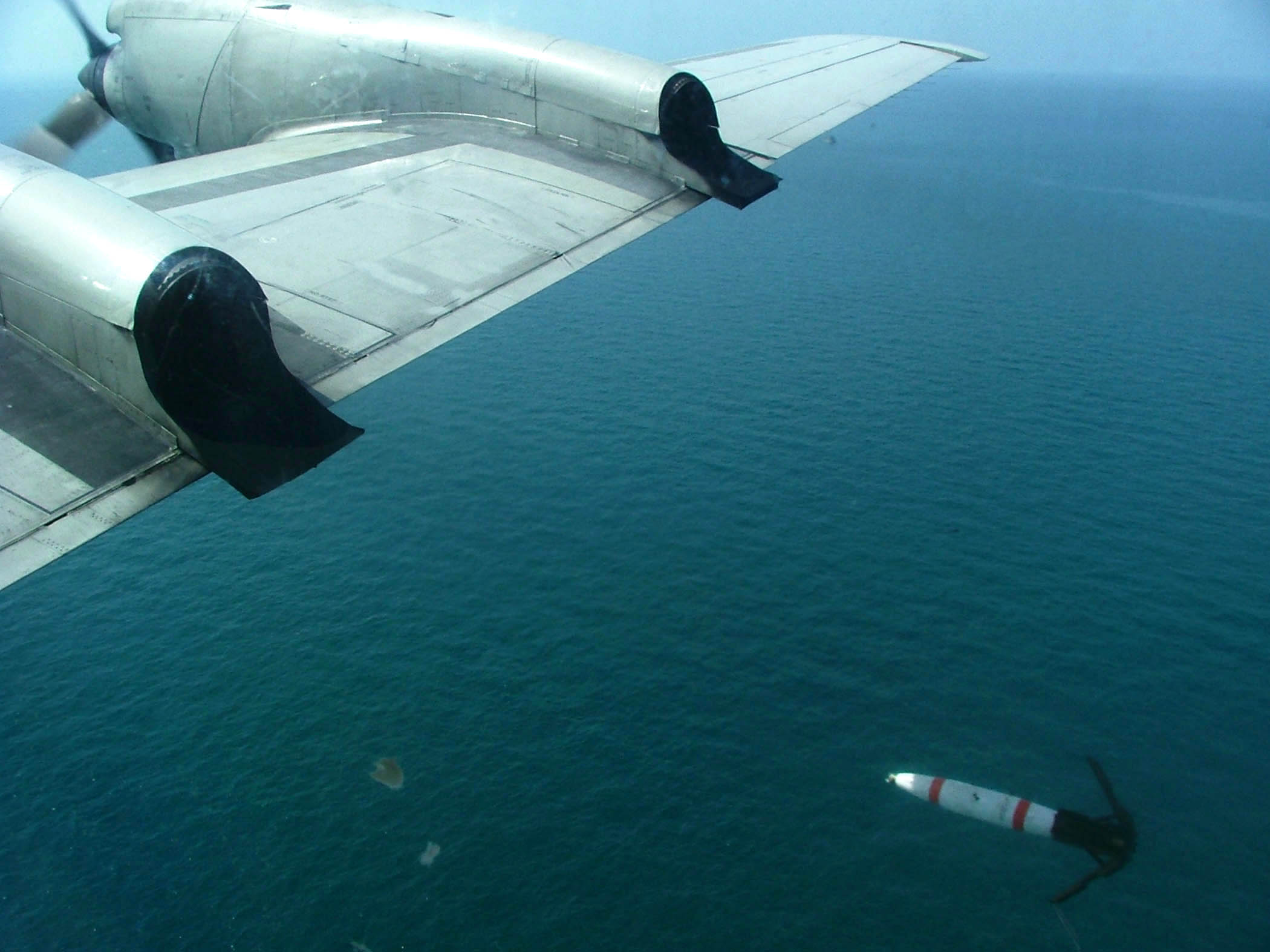
Minamento aereo eseguito da un P3 Orion (Golfo di Thailandia, 5 luglio 2004).

Esattamente alle 09.00 (ora locale) dell'8 maggio sei A-7 Corsair II e tre A-6 Intruder, sempre della marina, partiti dalla Coral Sea entrarono nel porto di Haiphong e depositarono in acqua 36 mine da mille libbre dei tipi Mark-52 e Mark-55. Per proteggerli dai caccia MiG nordvietnamiti operavano gli incrociatori missilistici Chicago e Long Beach, parecchi cacciatorpediniere tra cui il lanciamissili USS Berkeley, e in cielo gli F-4 Phantom. La ragione per cui l'attacco fu scatenato esattamente in quel momento divenne evidente quando il presidente Nixon simultaneamente pronunciò un discorso televisivo in cui spiegava l'escalation al popolo americano: "l'unica maniera per fermare la strage è togliere le armi da guerra dalle mani dei fuorilegge internazionali del Vietnam del Nord." Le mine furono attivate cinque giorni dopo la posa in modo da permettere a tutte le imbarcazioni in porto di mettersi in salvo senza danni. Nei quindici giorni successivi altri velivoli imbarcati su portaerei deposero 11 000 ulteriori mine nei porti vietnamiti, bloccandone efficacemente tutto il commercio marittimo.
Sia prima sia durante Pocket Money, Nixon e Kissinger si erano preoccupati delle reazioni sovietica e cinese alla vampata bellica. Alcune ore prima del discorso in cui il presidente avrebbe annunciato il minamento, Kissinger aveva inviato una lettera all'ambasciatore sovietico Anatoly Dobrynin che delineava il piano americano, ma al contempo ribadiva la determinazione di Nixon nel procedere con il vertice. All'indomani, Nixon strinse la mano del ministro sovietico per il commercio estero Nikolai Patolichev alla Casa Bianca. Sebbene sia Mosca sia Pechino pubblicamente denunciassero l'operazione americana, non avevano intenzione di compromettere il disgelo delle loro relazioni con gli USA e così le richieste di Hanoi per avere sostegno ed aiuto dai suoi alleati incontrarono solo tiepida accoglienza. La diplomazia di Nixon e Kissinger aveva trionfato e gli USA furono liberi di agire a loro piacimento.

## I nuovi bombardamenti sul Vietnam del Nord

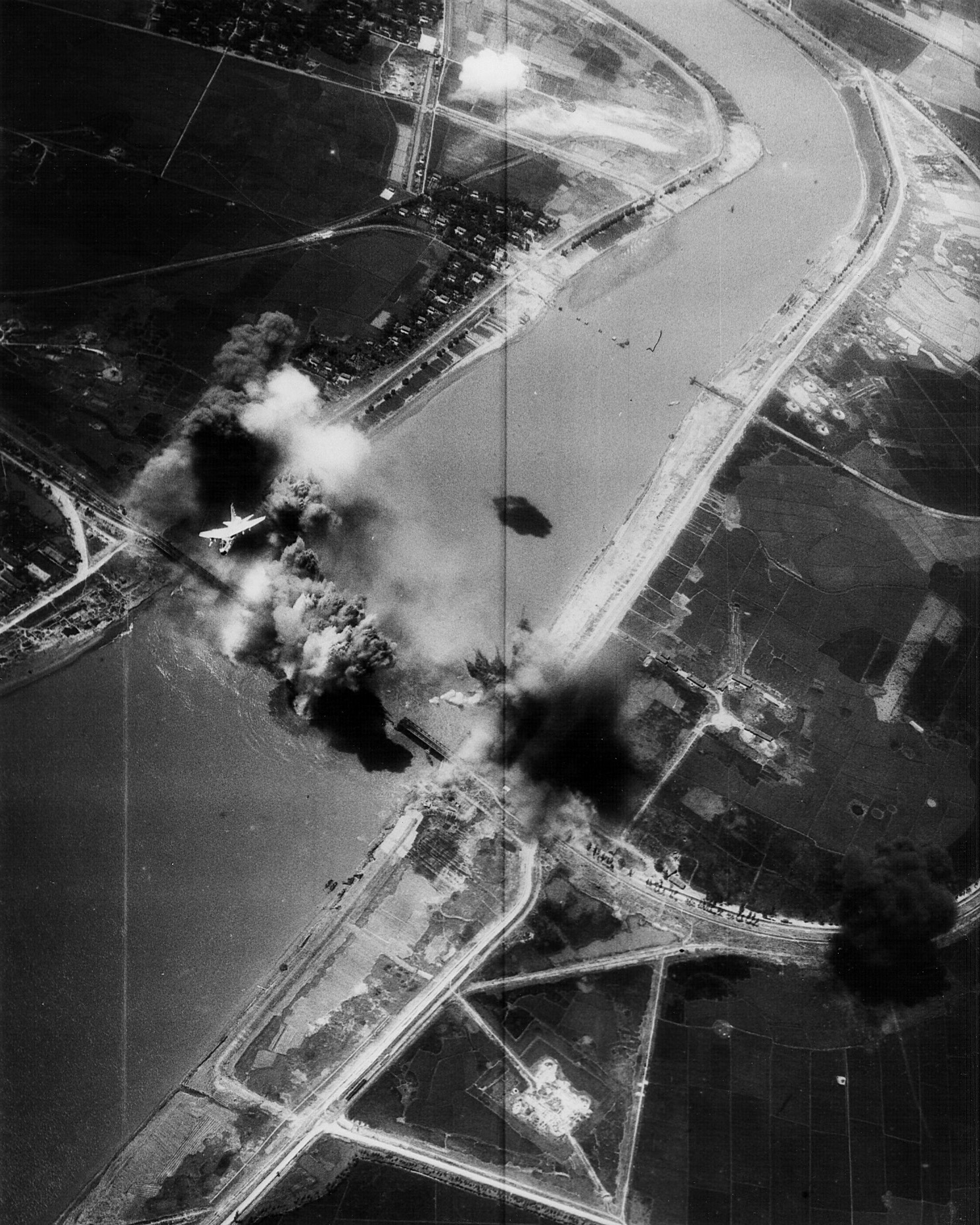
Un A-7E del reparto VA-195 bombarda il ponte Hai Duong, 10 maggio 1972.

L'operazione Linebacker, come si sarebbe chiamata la nuova campagna d'interdizione, si prefiggeva quattro obiettivi:
1. isolare il Vietnam del Nord dalle sue fonti di approvvigionamento esterne distruggendo ponti ferroviari e materiale rotabile ad Hanoi e dintorni, e verso nordest in direzione della frontiera cinese;
2. colpire le aree primarie di immagazzinamento e le stazioni di smistamento;
3. distruggere i punti di trasbordo e deposito;
4. eliminare (o almeno danneggiare) il sistema di difesa aerea del Nord [Vietnam].[53]

Con quasi l'85% delle importazioni del Vietnam del Nord (provenienti dal mare) bloccate da Pocket Money, l'amministrazione ed il Pentagono ritenevano che ciò avrebbe reciso il tratto finale delle sue linee di comunicazione con gli alleati socialisti. La Repubblica Popolare Cinese, da sola, spediva mediamente 22 000 tonnellate di forniture al mese sulle due linee ferroviarie e le otto principali strade che la collegavano al Vietnam del Nord.
Il 10 maggio iniziarono le operazioni Linebacker e Custom Tailor ("Operazione sarto su misura") con azioni di bombardamento su larga scala contro il Vietnam del Nord compiuti da caccia tattici della Seventh Air Force e della Task Force 77. Tra i loro obiettivi erano le stazioni di manovra ferroviaria di Yen Vien ed il ponte Long Biên, alla periferia nord di Hanoi. Il primo giorno di operazioni furono compiute 414 missioni di volo, 120 dall'aviazione e 294 dalla marina (americane), e si trattò della più aspra giornata di combattimenti aria-aria di tutta la Guerra del Vietnam, in cui restarono abbattuti 11 MiG norvietnamiti (quattro MiG-21 e sette MiG-17) e due F-4 USAF. La contraerea e più di 100 missili terra-aria abbatterono anche due aerei della marina.
Per la fine del mese, gli aerei americani avevano distrutto 13 ponti lungo le linee ferroviarie colleganti Hanoi alla frontiera cinese. Altri quattro furono distrutti tra la capitale ed Haiphong, tra cui la famosa "Mascella di drago" (ovvero il ponte di Thanh Hóa) che si estendeva sul fiume Song Ma. Parecchi altri ponti furono abbattuti lungo la linea ferroviaria che porta a sud verso la DMZ. A quel punto si cambiarono bersagli: depositi di carburante e lubrificanti, reti di trasporto e campi d'aviazione nordvietnamiti. Ci fu un impatto immediato sui campi di battaglia nel Vietnam del Sud. Il bombardamento dell'artiglieria PAVN si dimezzò tra il 9 maggio ed il 1º giugno. Questo rallentamento non era dovuto ad una repentina penuria di proietti d'artiglieria, ma piuttosto all'intento di risparmiare munizioni. Gli analisti di intelligence americani ritenevano che il PAVN avesse provviste accantonate in misura sufficiente a sostenere le sue campagne per tutto l'autunno.

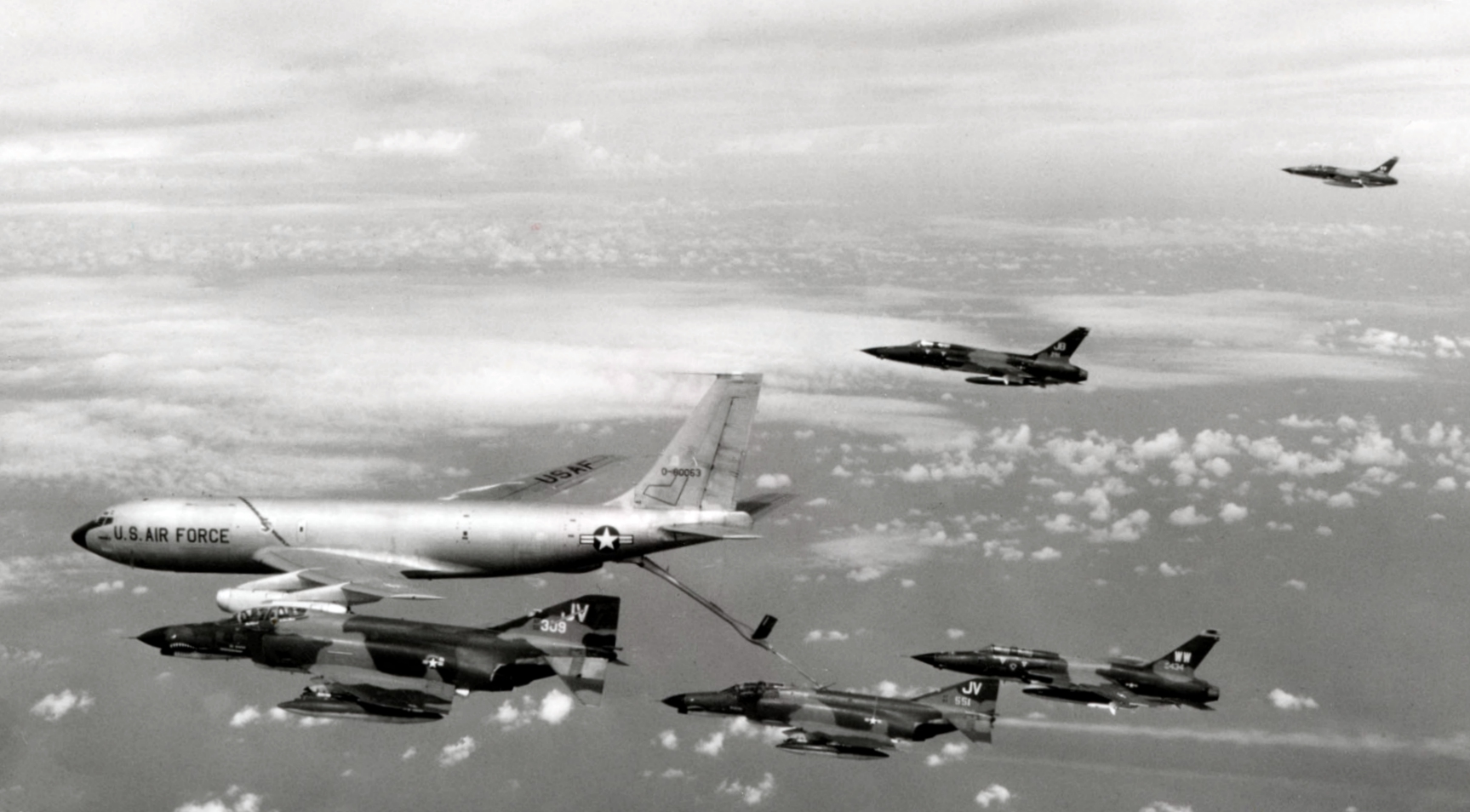
Rifornimento in volo di una squadra "caccia missili terra-aria" appartenente al 388th Tactical Fighter Wing, in volo verso il Vietnam del Nord, ottobre 1972.

L'intensità della campagna di bombardamento appariva anche dal netto aumento nel numero di missioni di attacco e di supporto compiute complessivamente nel sudest asiatico: dalle 4 237 eseguite da tutti i servizi, ricomprendendovi anche la VNAF, nel mese che precedette l'invasione, alle 27 745 svolte in appoggio alle forze ARVN dai primi di aprile alla fine di giugno (di cui 20 506 a cura della sola USAF). I B-52 contribuirono con mille incursioni aggiuntive nello stesso periodo. Il nord avvertiva la pressione, tanto che nella storia ufficiale del PAVN si ammette che "tra maggio e giugno solo il 30% dei rifornimenti previsti dal nostro piano arrivò realmente ai reparti in prima linea."

## L'azione aerea americana nel Vietnam del Sud
Il ruolo delle forze aeree americane fu essenziale nel ruolo di interdizione aerea contro le linee di rifornimento e comunicazione nordvietnamite, ma probabilmente fu ancor più decisivo sul campo di battaglia nel Vietnam del Sud. L'esercito sudvietnamita stava combattendo disperate battaglie con vietcong ed esercito regolare nordvietnamita e, nonostante un'accanita e insperata resistenza, rischiava di crollare. L'apporto delle missioni aeree dell'operazione Linebacker fu decisivo impedendo i raggruppamenti nemici e infliggendo pesanti perdite umane e materiali. L'azione dei bombardieri strategici B-52 Stratofortress, impiegati in massa per disgregare con il loro enorme carico di bombe, le concentrazioni avversarie sul terreno, fu particolarmente efficace nella battaglia di An Loc che era divenuta un evento simbolico della resistenza sudvietnamita.
Nel complesso il comando americana impiegò oltre 700 aerei in missioni di supporto nel Vietnam del Sud, tra cui circa 170 bombardieri strategici B-52 che erano in grado di sganciare in aree concentrate oltre 24 tonnellate di bombe. I B-52 partivano da Guam e dalla Thailandia ed effettuavano lunghe missioni fino ai cieli del Vietnam del Sud operando in cosiddette "cellule" di tre aerei che raggiungevano gli obiettivi con una precisa sequenza temporale, guidate dal controllo radar a terra. Gli obiettivi erano identificati come "scatole" (box): aree del terreno chiaramente selezionate di 1 e 3 chilometri di lato; in questi box i B-52 sganciavano tutto il loro carico bellico con effetti devastanti sulle truppe e gli equipaggiamenti nordvietnamiti. Durante la battaglia di An Loc, I B-52 intervennero in massa soprattutto l'11 e il 12 maggio 1972 mentre era in corso l'assalto generale dei reparti nordvietnamiti che sembrava travolgere le difese. I bombardieri si susseguirono ad intervalli regolari di trenta minuti tra una "cellula" e l'altra per trenta ore consecutive, infliggendo pesanti perdite e disgregando i reparti nemici dando in questo modo un contributo determinante alla difesa di An Loc. Ulteriori ondate di B-52 intervennero il 14 maggio 1972; grazie a questo potente appoggio, An Loc rimase in possesso dell'esercito sudvietnamita.

## Aspetti tecnici e tattici
Le missioni di Linebacker costituirono anche il primo caso in cui si impiegarono diffusamente munizioni a guida di precisione, tra cui le bombe a guida elettro-ottica e laser. Oltre ad interdire il sistema stradale e ferroviario nordvietnamita, Linebacker attaccò capillarmente il relativo sistema di difesa aerea. L'aeronautica nordvietnamita, con circa 200 intercettori, contrastò fieramente questi attacchi durante tutta la campagna. I piloti della marina, che utilizzavano una formazione tattica a sostegno reciproco loose deuce ("coppia sciolta") ed erano in molti casi avvantaggiati dall'addestramento TOPGUN, ottennero in maggio e giugno un kill ratio (rapporto statistico di abbattimento) di 6:1 a loro favore, cosicché dopo quel momento di rado i piloti nordvietnamiti li affrontarono espressamente. L'USAF, contrapposta a MiG-21, MiG-17, e J-6 (la versione cinese del MiG-19), nei primi due mesi di campagna registrò un assai meno lusinghiero tasso prossimo a 1:1, poiché 7 sulle sue 24 "perdite aria-aria" a consuntivo di Linebacker avvennero in un periodo di 12 giorni tra il 24 giugno ed il 5 luglio, senza che i nordvietnamiti subissero altrettante perdite.
I piloti USAF erano sfavoriti dall'uso delle anacronistiche formazioni tattiche fluid four ("quattro fluido", una formazione di quattro aerei disposti in due elementi in cui solo i leader eseguivano il tiro mentre i gregari, wingmen, erano vulnerabili) dettate dalla dottrina di servizio. Altri elementi impedivano ai piloti USAF di prevalere sugli avversari: scarso addestramento a combattere contro aerei dissimili, carente sistema di allarme precoce, formazioni di gusci ECM che postulavano aderenza rigorosa al volo in formazione. In agosto, comunque, l'introduzione di sistemi di allarme precoce in tempo reale, l'aumentata esperienza di combattimento degli equipaggi, e più ridotte capacità nordvietnamite di controllo al suolo finalizzato all'intercettazione, modificarono la tendenza verso un più favorevole kill ratio di 4:1.
Linebacker va ricordata per altre "prime volte". Il primo giorno di operazioni, il tenente di marina Randall H. Cunningham ed il suo ufficiale radarista, sottotenente di vascello William P. Driscoll divennero i primi assi dell'aviazione USA per la Guerra del Vietnam, quando abbatterono il loro quinto MiG. Il 28 agosto anche l'USAF ebbe il suo primo asso, nel momento in cui il capitano Richard S. Ritchie abbatté il suo quinto aereo avversario. Dodici giorni dopo, il capitano Charles B. DeBellevue (che era stato "secondo" di Ritchie in quattro delle sue cinque vittorie) abbatté altri due MiG, così totalizzando un risultato personale di sei.
Il 13 ottobre un altro navigatore, capitano Jeffrey S. Feinstein, si vide riconoscere il suo quinto MiG eliminato, e divenne così l'ultimo asso dell'USAF [per quel conflitto].

## Colloqui di pace di Parigi e conclusione

La firma degli accordi di pace di Parigi.

L'offensiva arenata nel sud e la devastazione del Vietnam del Nord avevano concorso a convincere Hanoi a ritornare al tavolo delle trattative dai primi giorni di agosto. Gli incontri produssero nuove concessioni da Hanoi, che promise di superare il punto morto che aveva afflitto i negoziati dal loro principio nel 1968. Venivano accantonate le pretese di Hanoi volte a rimuovere il presidente sudvietnamita Nguyễn Văn Thiệu e la sua sostituzione con un governo di coalizione partecipato dal Fronte Nazionale di Liberazione. Lo stallo diplomatico era infranto e Nixon ordinò la cessazione di ogni bombardamento sopra il 20º parallelo il 23 ottobre. Ciò pose ancora una volta fuori questione Hanoi ed Haiphong, ed arrestò le operazioni Linebacker.
Lo storico dell'USAF Earl Tilford ha scritto che Linebacker fu "uno spartiacque nella guerra aerea … fu la prima campagna aerea moderna nella quale le munizioni a guida di precisione hanno cambiato il modo in cui la potenza aerea veniva usata." Ebbe successo, laddove Rolling Thunder aveva fallito, egli sostenne, per tre ragioni: il presidente Nixon fu decisivo nelle sue azioni e diede alle forze armate la massima ampiezza nell'individuazione degli obiettivi; la potenza aerea americana fu usata energicamente ed appropriatamente; e l'immensa differenza nella tecnologia utilizzata fece di Linebacker la prima campagna di bombardamento in una "nuova era" della guerra aerea.
Durante l'offensiva PAVN e subito dopo, gli aviatori USAF, della marina e dei marines avevano compiuto 18 000 missioni nelle quattro province settentrionali del Vietnam del Sud e sganciato 40 000 tonnellate di munizioni in difesa di An Loc. Tra marzo e maggio, la frequenza delle missioni dei B-52 era cresciuta da 700 a 2 000 mensili e quei grandi bombardieri avevano sganciato 57 000 tonnellate di bombe nella sola provincia di Quang Tri. Durante Freedom Train e Linebacker vera e propria, i B-52 avevano sganciato 150 237 tonnellate di bombe sul nord mentre gli aerei di aviazione e marina avevano fatto 1 216 uscite e sganciato altre 5 000 tonnellate di munizioni.
Dall'inizio di Freedom Train in aprile e la fine di giugno 1972 gli Stati Uniti persero 52 aerei sul Vietnam del Nord: 17 a causa di missili; 11 di armi antiaeree; tre di fuoco di armi leggere; 14 di MiG; sette per causa sconosciuta. Durante lo stesso periodo, l'aviazione della Repubblica del Vietnam perse dieci aerei. Sull'altro versante, i nordvietnamiti persero 63 velivoli. Hanoi rivendicò l'abbattimento di 651 aerei e l'affondamento o l'incendio di 80 navi da guerra USA nel corso dell'operazione.
Linebacker aveva giocato un ruolo cruciale nello smorzare l'offensiva del nord prosciugandone le fonti vitali di approvvigionamento. Il PAVN si era evoluto in una forza militare convenzionale, ed una forza del genere dipendeva da un sistema logistico complesso, rendendolo vulnerabile all'attacco aereo. Da settembre, le importazioni verso il Vietnam del Nord furono stimate dal 35 al 50 per cento inferiori a quelle registrate in maggio, confortando la tesi che la campagna aveva avuto successo nel suo intento di interdizione. Il generale dell'aviazione Robert N. Ginsburgh, dell'ufficio del Segretario dell'Aeronautica, riassunse le caratteristiche dei comandanti americani commentando che Linebacker ebbe "un impatto maggiore nei suoi primi quattro mesi di quanto non ne avesse avuto Rolling Thunder in tre anni e mezzo." Sebbene Kissinger potesse aver annunciato che la pace era a portata di mano, non era destinata ad arrivare facilmente. I bombardieri sarebbero tornati daccapo sui cieli nordvietnamiti nel 1972, durante l'Operazione Linebacker II, prima che l'impegno americano nella Guerra del Vietnam giungesse al termine.

### Perdite nordvietnamite di aerei
(Solo scontri aria-aria)
| Date                   | Servizio | MiG-21 | MiG-19 | MiG-17 | Totale |
| ---------------------- | -------- | ------ | ------ | ------ | ------ |
| 5 aprile – 9 maggio    | USAF     | 4      | 1      |        | 5      |
|                        | USN      | 2      |        | 2      | 4      |
| 10 maggio – 23 ottobre | USAF     | 30     | 7      |        | 37     |
|                        | USN      | 3      | 2      | 11     | 16     |
|                        | USMC     | 1      |        |        | 1      |
| Totale VPAF            |          | 40     | 10     | 13     | 63     |

### Perdite americane di aerei duranteLinebacker
Tra il 10 maggio ed il 23 ottobre 1972 gli Stati Uniti persero un totale di 137 aerei o sopra il nord o come immediato effetto di Linebacker. 107 furono persi in combattimento e 30 in incidenti di volo. Le perdite, suddivise per "servizio", furono le seguenti:
USAF: – totale 70
- 51 perdite in combattimento (22 ascrivibili ai MiG, 5 perdite indotte,[89] 20 per armi antiaeree (AAA), 4 per missili terra-aria (SAM))
  - 43 F-4D/E Phantom II (+17 perdite non in combattimento)
  - 2 RF-4C Photo Recon (+1 perdite non in combattimento)
  - 4 F-105G Wild Weasel (+1 perdita non in combattimento)
  - 2 F-111A "Aardvark"

USN: – totale 54
- 43 perdite in combattimento (4 per MiG, 2 indotte, 13 SAM, 27 AAA)
  - 8 F-4B/J Phantom II (+3 perdite non in combattimento)
  - 22 A-7A/C/E Corsair II (+3 perdite non in combattimento)
  - 3 A-6A Intruder
  - 2 F-8J Crusader (+3 perdite non in combattimento)
  - 5 A-4F Skyhawk (+1 perdite non in combattimento)
  - 1 RA-5C Vigilante
  - 2 RF-8G Photo Crusader (+1 perdite non in combattimento)

USMC: – totale 10
- 10 perdite in combattimento (1 MiG, 1 SAM, 8 AAA)
  - 4 F-4J Phantom II
  - 2 A-4E Skyhawk
  - 4 A-6A Intruder

## Ordine di battaglia aereo USA
- Task Force 77

USS Constellation (CV-64), 9º Stormo imbarcato (F-4, A-6, A-7)
USS Coral Sea (CV-43), 15º Stormo imbarcato (F-4, A-6, A-7)
USS Hancock (CV-19), 21º Stormo imbarcato (F-8, A-4)
USS Kitty Hawk (CV-63), 11º Stormo imbarcato (F-4, A-6, A-7)
USS Midway (CV-41), 5º Stormo imbarcato (F-4, A-6, A-7)
USS Saratoga (CV-60), 3º Stormo imbarcato (F-4, A-6, A-7)
USS America (CV-66), 8º Stormo imbarcato (F-4, A-6, A-7)
- Seventh Air Force

8th Tactical Fighter Wing, Ubon RTAFB, Thailandia (F-4)
+ due squadriglie Constant Guard dal 4th TFW, Seymour-Johnson AFB. Carolina del Nord
49th Tactical Fighter Wing, Takhli RTAFB, Thailandia (F-4)
56th Special Operations Wing, Nakhon Phanom RTAFB, Thailandia (A-1, HH-53)
366th Tactical Fighter Wing, Danang AB, RVN (F-4)
+ una squadriglia Constant Guard dal 3rd TFW, Osan AB, Korea
388th Tactical Fighter Wing, Korat RTAFB, Thailand (F-4, F-105G)
+ una squadriglia Constant Guard dal 23d TFW, McConnell AFB, Kansas
432d Tactical Reconnaissance Wing, Udon RTAFB, Thailandia (F-4), RF-4)
+ tre squadriglie Constant Guard
--una squadriglia dal 405th TFW, Clark AB, Philippines
--una squadriglia dal 31st TFW, Homestead AFB, Florida
--una squadriglia dal 33d TFW, Eglin AFB, Florida
43d Strategic Wing, Andersen AFB, Guam (B-52)
72d Strategic Wing (Provisional), Anderson AFB, Guam (B-52)
307th Strategic Wing, U Tapao RTAFB, Thailandia (B-52)